# سیارک ۵۱۸۹۵
سیارک ۵۱۸۹۵ (به انگلیسی: 51895 Biblialexa، نامگذاری:2001QX33) پنجاه و یک هزار و هشتصد و نود و پنجمین سیارک کشف شده‌است که در ۱۹ اوت ۲۰۰۱ کشف شد.